# 卢修斯·科尼利厄斯·西塞那
卢修斯·科尼利厄斯·西塞那（英語：Lucius Cornelius Sisenna），（前120年—前67年）。曾任公职，著有他所生活时期的罗马史，至少12卷，但现已失传。他还将阿里斯提德《米利都神话》翻译为拉丁文（公元前100年），此书在罗马较为普及。